# Жадуль, Мишель
Мишель Жадуль (фр. Michel Jadoul; род. 17 сентября 1957, Брюссель) — бельгийский шахматист, международный мастер (1986).
Четырёхкратный чемпион Бельгии (1984, 1988, 1990 и 1992).
В составе национальной сборной участник 3-х олимпиад (1984—1988).

## Изменения рейтинга
| Графики недоступны из-за технических проблем. См. информацию на Фабрикаторе и на mediawiki.org. |